# Čihátka
Čihátka jsou malá vesnice, část obce Ptýrov v okrese Mladá Boleslav. Nachází se asi jeden kilometr jihozápadně od Ptýrova. Vesnicí protéká Jizera. Čihátka leží v katastrálním území Ptýrov o výměře 4,91 km².

## Historie
První písemná zmínka o vesnici pochází z roku 1608.